# Cronaca di Galizia e Volinia
La cronaca di Galizia e Volinia (in ucraino Галицько-Волинський літопис?, Halyc'ko-Volyns'kyj litopys) è un importante punto di riferimento della letteratura e storiografia rutena antica che racconta in prosa gli eventi accaduti nel periodo 1201–1292 nella storia del Principato di Galizia-Volinia (a cavallo tra le odierne Polonia e Ucraina). La cronaca originale non è sopravvissuta e la più antica copia conosciuta di cui si ha notizia è riportata nel Codice Ipaziano. Scoperta nel 1809 dallo storico e scrittore russo Nikolaj Karamzin e identificata da lui come parte finale del Codice Ipaziano risalente al XV secolo, fu avviata da subito la ricerca di sezioni non presenti e che si rischiasse andassero perdute. Risultò sempre Karamzin a trovare la seconda parte della cronaca in questione nel Codice Khlebnikovsky del XVI secolo (in cui si rinvenivano numerosissimi frammenti). Tutti gli altri sei codici conosciuti oggi dai filologi e storiografi specializzati nella ricostruzione della Cronaca galizio-voliniana, compreso il Codice Ipaziano, traggono spunto inevitabilmente dal Codice Khlebnikovsky.

## Contenuto dell'opera
L'autore dell'opera racconta le vicende storiche susseguitesi dalla costituzione della Galizia come Principato di Halyč alla sottomissione al Principato di Kiev. La prima parte della cronaca (Cronaca di Danilo di Galizia) fu scritta a Kholm, nell'attuale Polonia, forse da un boiardo di nome Dionisiy Pavlovič.
Una delle versioni principali pubblicate in una lingua diversa dall'originale (che è lo slavo ecclesiastico antico) è quella ultimata in inglese con indice e annotazioni da George A. Perfecky. Lo storico statunitense Daniel Clarke Waugh ha pubblicato una recensione di questa edizione in cui ha evidenziato alcuni errori nella traduzione.